# Kostel svatého Josefa (Přemyšl)
Kostel svatého Josefa v Přemyšlu (Kościół Salezjanów) byl postaven saleziánským řádem, v novogotickém stylu, v letech 1912–1923.

## Historie

### Vlastní stavba
Základní kámen kostela byl položen 4. května 1913. Do začátku 1. světové války se podařilo postavit chrámové lodě. V letech 1922–1923 byly vystavěny gotické klenby. Kostel byl vysvěcen 6. listopadu 1927. Stavba a interiér kostela vycházela z návrhu italského architekta Maria Ceradiniho.

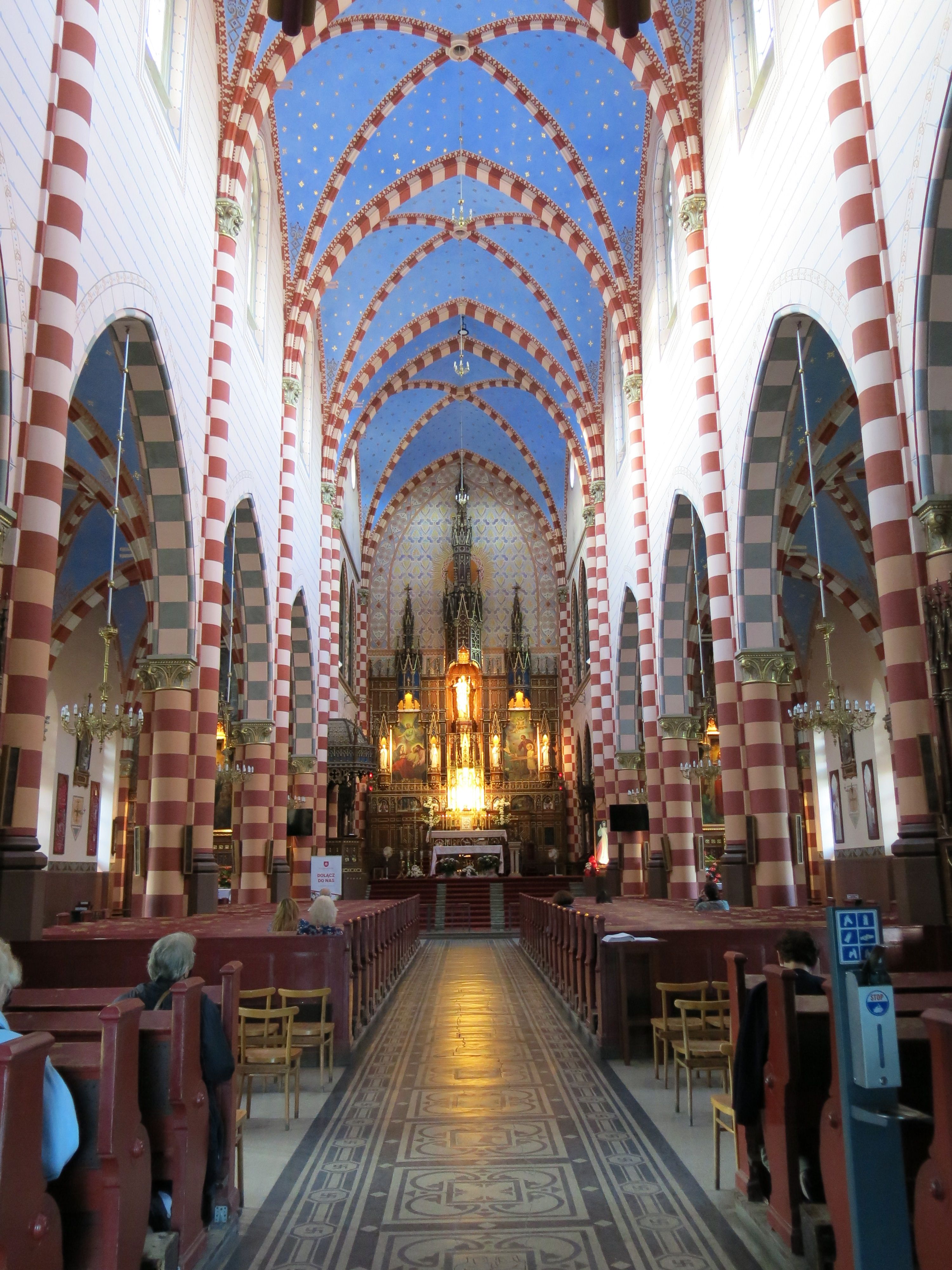
Kostel svatého Josefa (Přemyšl) - hlavní loď

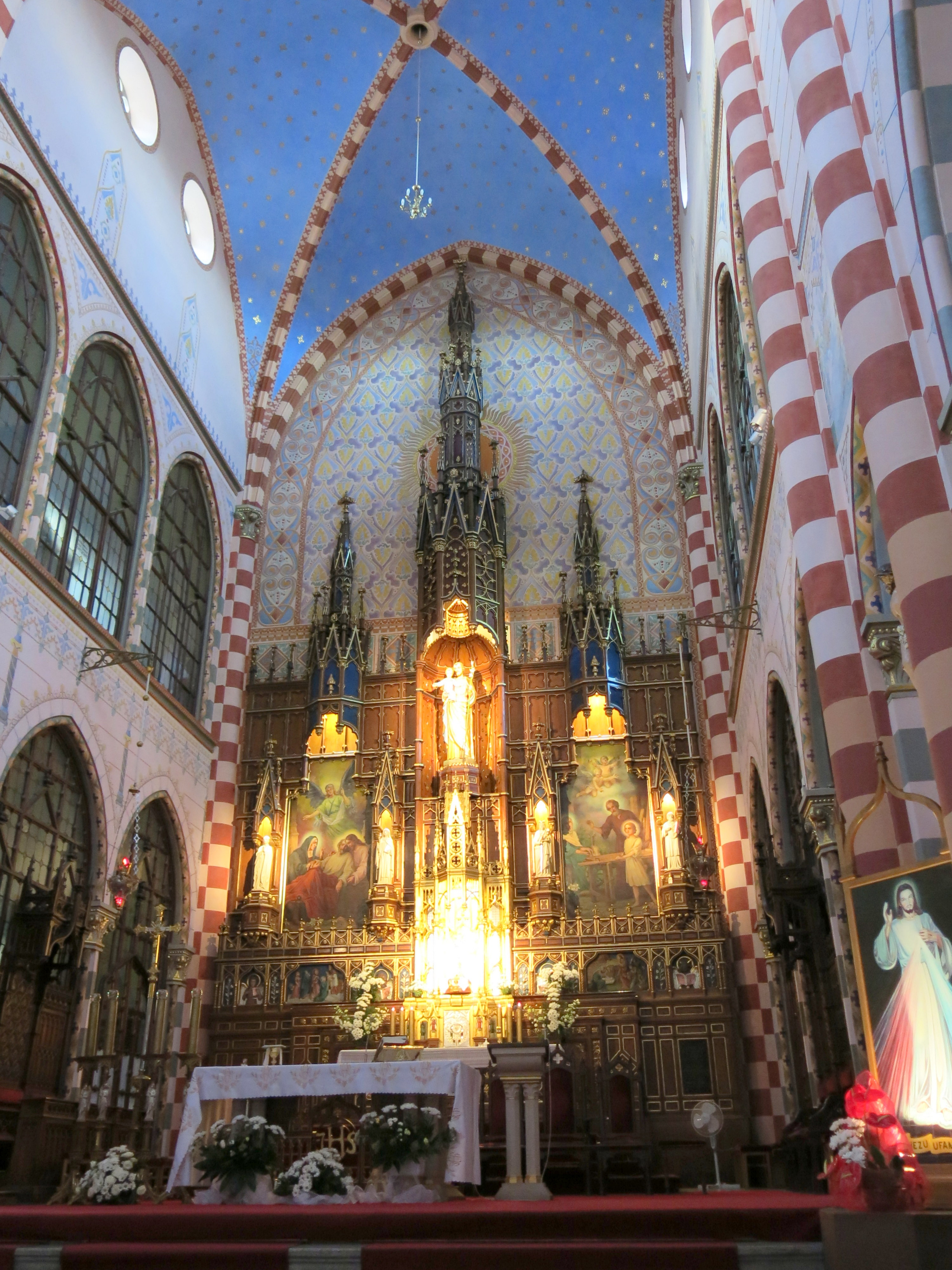
Kostel svatého Josefa (Přemyšl) - hlavní oltář

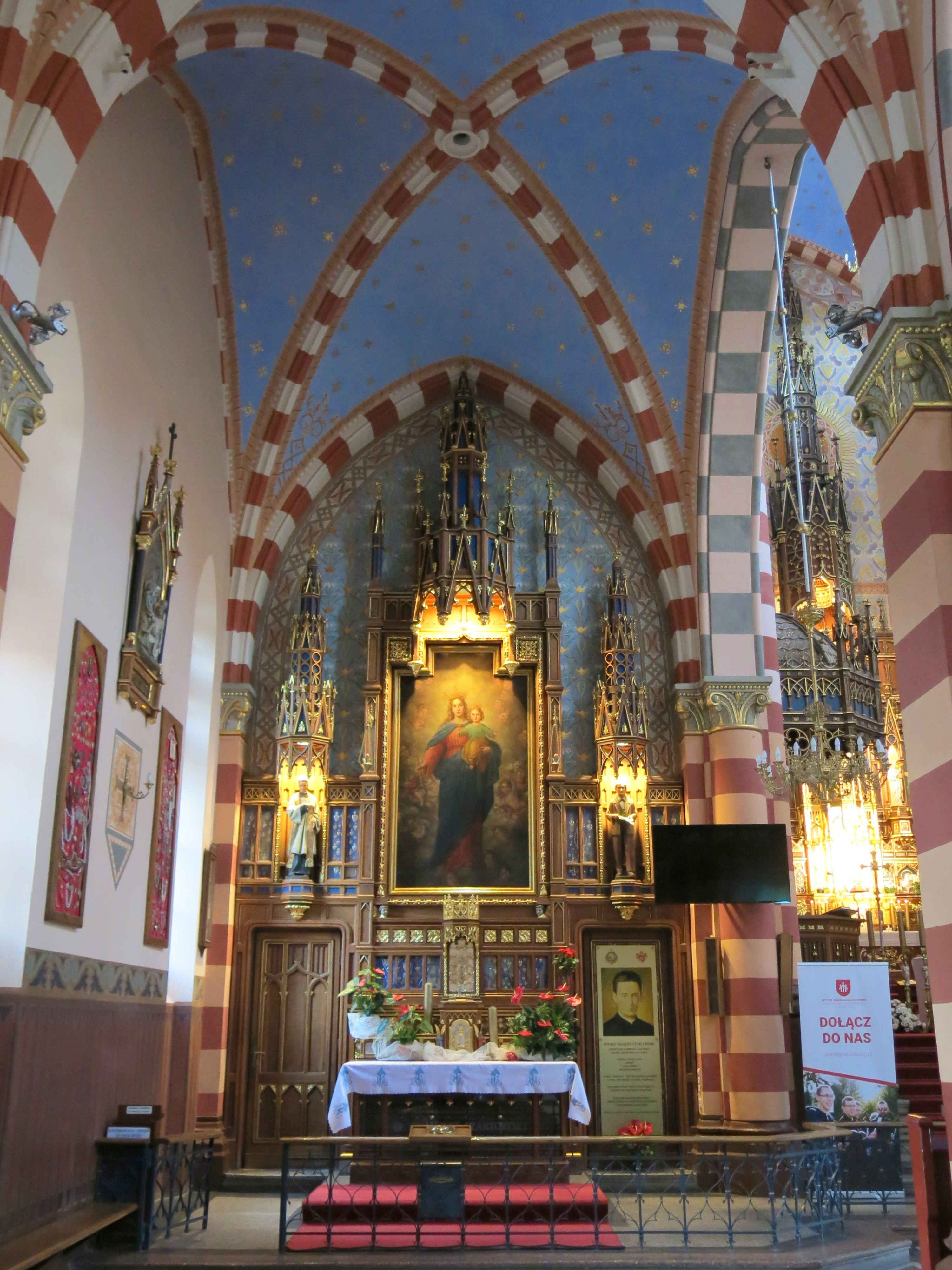
Kostel svatého Josefa (Přemyšl) - levá boční loď

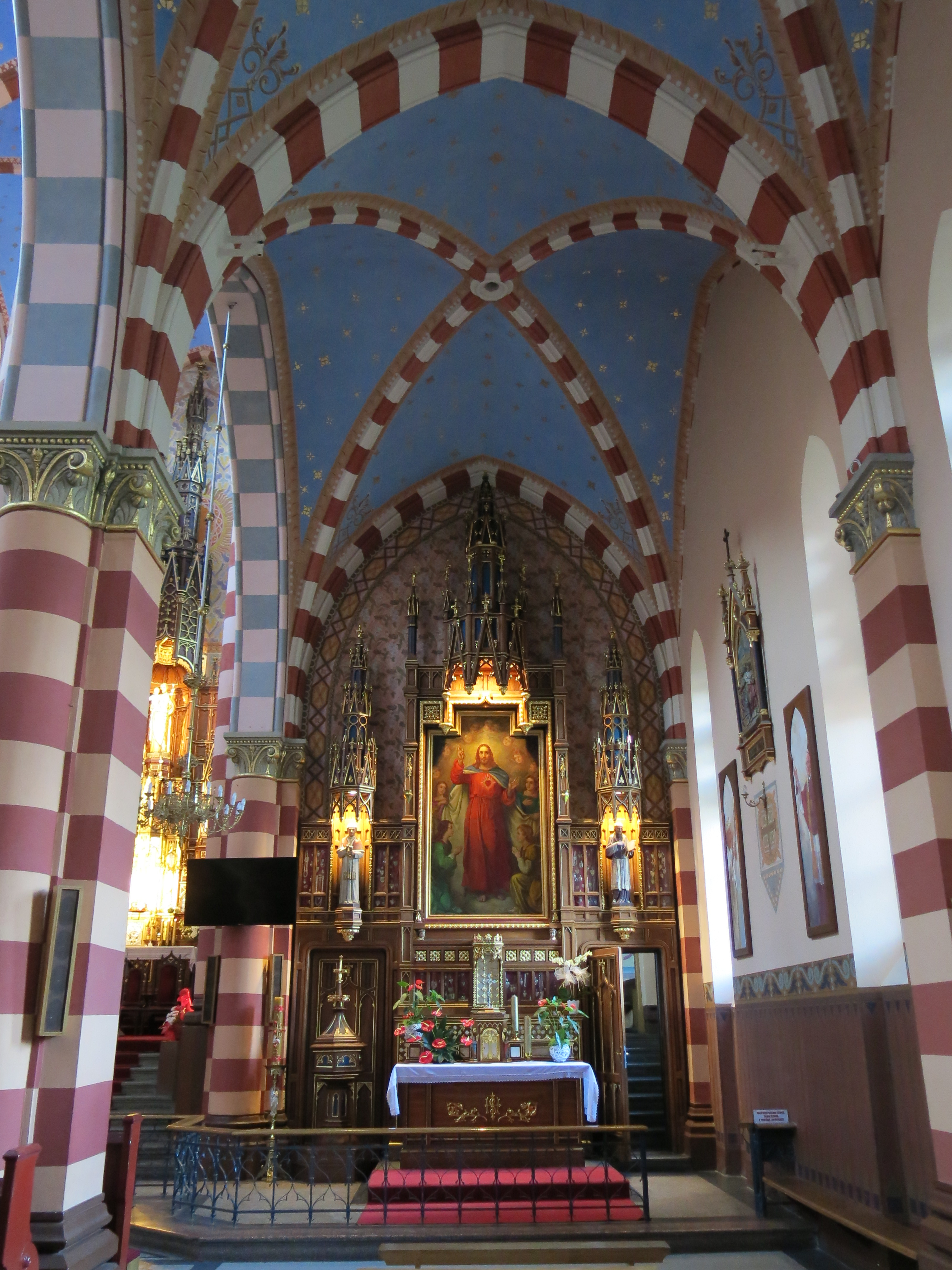
Kostel svatého Josefa (Přemyšl) - pravá boční loď

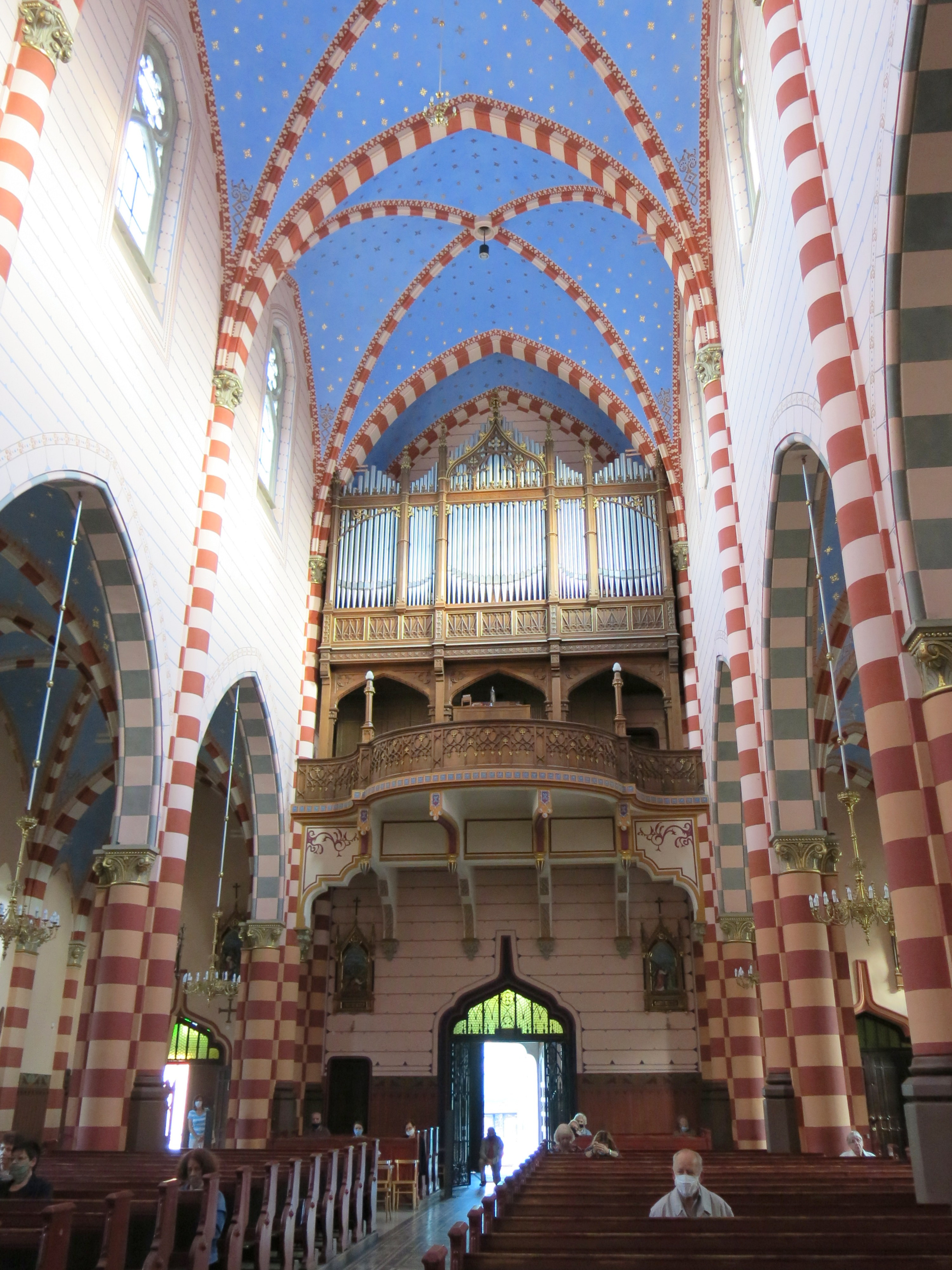
Kostel svatého Josefa (Přemyšl) - varhany

### Interiér
Hlavní oltář z pozlaceného dubu byl vytvořen v roce 1927 ve třech kompozičních úrovních. Po stranách jsou dva obrazy místního malíře Mariana Strońského. Mezi nimi jsou čtyři gotické věžičky s postavami světců: sv. Tereza z Ávily, sv. František Saleský, sv. Barbora a sv. Stanislav Kostka. V letech 1949-1950 byly postaveny dva boční oltáře, které vytvořil místní sochař Kazimierz Koczapski. Na pravé straně je oltář "Srdce Ježíšova", po stranách dvě sochy svatých: sv. Pius X. a sv. František Saleský. Vlevo je oltář "Panny Marie Pomocnice křesťanům" s postavami bl. Augusta Czartoryského a sv. Dominika Savio.
Vnitřní polychromii vytvořil v letech 1961-1962 krakovský malíř Stanisław Jakubczyk. Na zadních sloupech jsou menší oltáře sv. Terezy od Ježíška a sv. Antonína. Na chóru jsou 39 rejstříkové koncertní varhany z roku 1925, od české společnosti Reiger (přestavěny v roce 1967 a renovovány v roce 2000). Interiér chrámu doplňuje šest gotických zpovědnic a dřevořezby Křížové cesty. V hlavní lodi byla v roce 1925 položena mozaiková podlaha, obsahující 12 znaků zvěrokruhu, orámovaná buddhistickou svastikou, což znamená štěstí a prosperitu. V kapli je oltář vytvořený v roce 1938 přemyšlským rodákem, Janem Wojtowiczem, s postavou sv. Jana Boska, zakladatele salesiánské kongregace. Na skleněné stěně kaple visí portréty svatých salesiánů: bl. kněze Michaela Rua a sv. Dominika Savio, a na boční stěně obraz sv. Maria Dominiky Mazzarello, spoluzakladatelky řádu "Dcery Panny Marie Pomocnice křesťanů". Boční stěny jsou pokryty freskami zobrazujícími scény ze života sv. Jana Bosko, jejich autorem je Stanisław Jakubczyk. Tato kaple sloužila žákům bývalé "Varhanické školy".